# Stellar Stone
Stellar Stone era un'azienda produttrice di videogiochi fondata nel 2000 con sede a Santa Monica, in California. È nota per aver prodotto Big Rigs: Over the Road Racing, considerato da molti recensori come uno dei videogiochi peggiori di tutti i tempi.
Nonostante la sede fosse negli USA, i giochi venivano prodotti in Russia e in Ucraina. Ciò ha permesso che i giochi venissero prodotti con un budget molto basso (appena 15.000$).
Il primo gioco prodotto dalla Stellar Stone fu Taxi Racer, distribuito a partire dal 2001 solo in Europa dalla Best Buys Interactive..
L'azienda venne chiusa nel 2006 e il co-proprietario Sergey Titov ha recentemente prodotto un altro gioco con un'altra azienda, Hammerpoint Interactive, The War Z.

## Critiche

### Big Rigs: Over the Road Racing
Le critiche più pesanti sono state rivolte ovviamente a Big Rigs, il gioco considerato il peggiore in assoluto. Questo a causa di molti bug, tra cui:
- Intelligenza artificiale assente (il camion avversario non parte)
- Leggi della fisica non rispettate (è possibile oltrepassare tutti gli oggetti e il camion è capace di scavalcare le montagne come se fosse sulla strada)
- La velocità in retromarcia è illimitata e l'arresto istantaneo

### Taxi Racer
Altre critiche riguardano anche Taxi Racer, il primo gioco prodotto dalla Stellar Stone:
- Gli ostacoli colpiti, che siano pali o alberi, faranno sempre lo stesso suono
- I passeggeri sono tutti uguali e sproporzionati rispetto al resto degli oggetti
- Premendo il freno l'arresto sarà istantaneo e immediato (come su Big Rigs in retromarcia)
- Le altre auto, peraltro inconsistenti, gireranno in un'area circolare e delimitata (delimitata anche in modo da uscire dalla strada)

### Ultimate Civil War Battles
Anche qui, nonostante il gioco sia completamente diverso, vi sono problemi affini a Big Rigs:
- Gli oggetti non hanno consistenza
- È possibile oltrepassare fiumi e montagne come se niente fosse.

Inoltre è possibile selezionare solo un gruppo di unità alla volta e l'unico obiettivo del gioco sarà quello di annientare il gruppo di avversari.